# НФЛ в сезоне 2013
Сезон НФЛ 2013 года стал 94-м сезоном в истории Национальной футбольной лиги (НФЛ) и сорок восьмым в эпоху Супербоула. Плей-офф начался 4 января 2014  .В этом сезоне Сиэтл завоевали чемпионство одержав легкую победу со счетом 43:8 над Денвером в Супербоуле XLVIII. Супербоул был разыгран на стадионе MetLife в Восточном Резерфорде, штат Нью-Джерси, в воскресенье, 2 февраля 2014 года. Это был первый Супербоул, организованный в Нью-Джерси и первый, который проходил на открытом воздухе в холодную погоду. Сиэтл набрал очки после 12 секунд в игре и удерживали лидерство оставшуюся часть на пути к их первому чемпионству. Малком Смит стал MVP Супербоула .